# Couargues
Couargues é uma comuna francesa na região administrativa do Centro, no departamento Cher. Estende-se por uma área de 11,5 km². Em 2010 a comuna tinha 206 habitantes (densidade: 17,9 hab./km²).